# Павел (село)
Вижте пояснителната страница за други значения на Павел.
Па̀вел е село в Северна България, община Полски Тръмбеш, област Велико Търново.

## География
Село Павел се намира в средната част на Дунавската равнина, на около 22 km югоизточно от Свищов и на 12 – 13 km северозападно от Полски Тръмбеш. Климатът е умереноконтинентален, почвите са главно ерозирани карбонатни и типични черноземни. През източната част на селото минава в направление север – юг третокласният републикански път III-407. По него на северозапад през село Сова̀та се осъществява връзка със Свищов, а на юг през Страхилово и Полски Тръмбеш – с Велико Търново. На около 4 km южно от Павел третокласният път пресича минаващия в направление запад – изток първокласен републикански път – част от Европейски път Е83, водещ на запад към Плевен, а на изток покрай Пейчиново към връзка с Европейски път Е85 и град Бяла.
По водосливното понижение през най-източната част на Павел, в посока приблизително от юг към север, тече малък ручей, захранван предимно от валежните води и вливащ се на около 13 km североизточно от селото в откъснатия от река Янтра стар неин меандър срещу село Белцов. Югозападно от село Павел, на около 2 km преди него по това понижение, има в землището му местен язовир (микроязовир) с площ около 24 ha. Втори подобен язовир – с площ около 7 ha, има и на около километър северно от селото.
Село Павел е разположено предимно по полегатия склон на запад от водосливното понижение. Надморската височина пред сградата на кметството е около 60 m и нараства на запад до около 80 m.
Населението на село Павел достига своя максимум към 1946 г. – 2698 души, след което постоянно намалява до 547 към 2018 г.

## История
Сведения за селото под името Павли има в турски документи от 1591 г. и 1783 г. Предполага се, че е наречено на името на основателя на селото дядо Павел.
През 1867 г. е построена църквата „Света Троица", с икони от художника Николай Павлович.
От 1869 г. в селото има класно училище, по-късно – основно училище, след 1945 г. с име „Девети септември“, през 1990 г. преименувано на основно училище „Алеко Константинов“, закрито през 2008 г.
През 1900 г. е основано читалище „Изгрев".
В началото на 20 век (1913-20) в селото идват бежанци от Южна Тракия (предимно от село Търново, Узункьоприйско в Турция) и се заселват в покрайнините му. В периода 1941 – 1944 селото е засегнато от драматични събития, училището е превърнато от жандармерията в затвор, има много жертви сред населението, които са екзекутирани без съд на различни места край селото, по заповед на полицейския началник Коноров.
На 25 април 1948 г. е учредено Трудово кооперативно земеделско стопанство (ТКЗС) „Първи май“ – село Павел (до края на 1949 г. – ТКЗС „Златен клас“), което от 1959 г. става Бригада – с. Павел към Обединено трудово кооперативно земеделско стопанство „Христо Козлев“ – с. Страхилово, Великотърновско (1959 – 1974) и впоследствие минава към АПК. По-късно, освен ТКЗС, в селото има и цех за нестандартно оборудване (цистерни, ламаринени сита), цех за амбалаж, шивашки цех за детско и юношеско облекло.
В центъра на селото има паметник на участниците в антифашистката съпротива (скулптор Николай Владов—Шмиргела) и паметник на загиналите във войните на България. Край селото има и паметник на руския хирург Николай Пирогов, тъй като в района се е намирал най-големият полеви лазарет по време на руско-турската война (1877 – 1878).
Към 1986 г. – а и по-късно, има запазени стари чешми и кладенци.
На 28 февруари 1966 край селото пада малък метеорит (около 2 – 3 kg), който е и най-големият към 2019 г. метеорит, паднал в България.

## Население
Преброяване на населението през 2011 г.
Численост и дял на етническите групи според преброяването на населението през 2011 г.:
|                     | Численост | Дял (в %) |
| Общо                | 696       | 100,00    |
| Българи             | 659       | 94,68     |
| Турци               | 0         | 0,00      |
| Цигани              | 24        | 3,44      |
| Други               | 0         | 0,00      |
| Не се самоопределят | 0         | 0,00      |
| Неотговорили        | 9         | 1,29      |

## Религии
Населението е източноправославно. Църквата „Света Троица“ в селото е действаща само на големи религиозни празници. През последните няколко години към 2019 г. тя е била обект на ограбване от авантюристи и вандали.

## Обществени институции
Село Павел към 2019 г. е център на кметство Павел.
В село Павел към 2019 г. действат:
- читалище „Изгрев-1900“[14][15], при което има: постоянна изложба на 23 броя картини на художничката Милка Пейкова; трупа за народни песни, Автентичен танцов състав, Детски танцов състав; 2 – Клуб за ръкоделие, Клуб шахмат.[16]
- пощенска станция.[17]

## Редовни събития
Съборът на селото е на празника Свети Дух. Провежда се винаги на 50-ия ден след Великден и затова няма точно определена дата. На този ден се прави курбан в двора на църквата, благославя се и се раздава за здраве на цялото село.

## Личности
Родени в Павел
- Милка Пейкова, заслужила художничка, носителка на орден „Св. св. Кирил и Методий“